# بالگارسکی ایزوور
بالگارسکی ایزوور (به بلغاری: Balgarski Izvor) یک منطقهٔ مسکونی در بلغارستان است که در شهرستان تتون، بلغارستان واقع شده‌است.